# Weeaboo
Weeaboo ist eine abwertende Bezeichnung für westliche, obsessive Fans der japanischen Populärkultur.

## Geschichtlicher Hintergrund
Anfang der 2000er Jahre verbreiteten sich im Internet ausgehend von 4chan abwertende Schlagworte für Personen, die sich enthusiastisch mit der japanischen Populärkultur beschäftigen. In diesem Zusammenhang entstand 2002 der Begriff Wapanese, was entweder wannabe-Japanese (Möchtegern-Japaner) oder white Japanese bedeutet und eine „weiße“ Person, die von der japanischen Kultur – Anime und Manga inbegriffen – besessen ist. In dem Comicstrip The Perry Bible Fellowship von Nicholas Gurewitch wurde erstmals der ursprünglich bedeutungsfreie Begriff Weeaboo genannt. Dort steht er für etwas Unerfreuliches, das bestraft wird.
Einer Magisterarbeit zufolge nutzt die Online-Plattform 4chan das Wort, um mit automatischen Filtern den als abwertend empfundenen Ausdruck wapanese zu ersetzen.

## Eigenschaften
Laut dem Urban Dictionary besitzen Personen, die als Weeaboo bezeichnet werden, folgende Eigenschaften:
- eine obsessive Beschäftigung  mit der japanischen Populärkultur bis zu dem Punkt, diese gegenüber anderen Kulturen als überlegen zu betrachten
- eine übermäßig nach außen getragene Obsession für Manga, Anime, Videospiele, Hentai und andere japanische popkulturelle Exporte[4]
- Einbau japanischer Wörter in den eigenen Wortschatz und im Sprachgebrauch
- Wissen über Japan und die japanische Sprache, basierend auf japanischer Populärkultur wie Manga und Anime

Manche Personen, die als Weeaboo bezeichnet werden, beanspruchen den Begriff für sich und nutzen ihn, um sich als größten Fan der japanischen Kultur zu präsentieren.

## Abgrenzung zum Otaku-Begriff
Jennifer McGee beschreibt einen Weeaboo als eine westliche Person, die in einer obsessiven Weise die japanische Kultur würdigt. Diese Obsession führt dazu, dass die betreffende Person Grenzen überschreitet. Dieses Aufbrechen der Grenzen, wie etwa das lose und zusammenhanglose Verwenden japanischer Wörter aus Anime, führt dazu, dass andere Anime- und Manga-Fans diese Personen als Weeaboo bezeichnen. Dabei wird der Begriff ausschließlich von Anime-Fans verwendet, um andere Fans japanischer Kultur zu diffamieren. Der Begriff wird verwendet, um zwischen normalen Anime-Liebhabern und obsessiven Fans zu unterscheiden.
Ob Weeaboo und Otaku das gleiche Phänomen beschreiben, ist umstritten. Weeaboo wird mitunter als Oberbegriff betrachtet. Kim Morrissy schrieb in einem Beitrag auf Crunchyroll, dass das Verständnis des Begriffs Otaku durch das Konzept der kulturellen Aneignung zusätzlich erschwert werde. So glauben manche Westler irrtümlich, dass Otaku ausschließlich auf japanische Personen beschränkt sei und dass es falsch wäre, wenn westliche Menschen sich so bezeichneten. Justin Savikis vom Anime News Network nahm eine Differenzierung des Begriffs vor. Er kam zum Schluss, dass Begeisterung für die japanische Kultur an sich nichts Falsches sei. Der „Weeaboo“-Begriff sollte nur dann verwendet werden, wenn eine Person sich in ihrer Begeisterung ausfällig, unreif und ignorant gegenüber anderen verhalte. Matt Jardin kam zum Schluss, dass ein Weeaboo japanische Dinge blind bevorzuge und dabei auf andere herabschaue, egal welche Verdienste diese erbracht haben.
Der Begriff Otaku ist im japanischen Raum entstanden, während Weeaboo aus dem englischen Sprachraum stammt. Otaku ähnelt dem westlichen Nerd, da sich die Leidenschaft nicht speziell auf Anime und Manga beziehen muss, sondern generell Hobbys umschreibt, die mit großem Interesse verfolgt werden. Obwohl „Weeaboo“ und „Otaku“ in der Vergangenheit eher im negativen Kontext verwendet wurden, hat sich zumindest die Bedeutung von letzterem Begriff mittlerweile stark verbessert. Eine exakte Definition des Wortes „Otaku“ in Japan ist allerdings schwer, da sich Forscher über manche Aspekte uneinig sind. Am häufigsten lässt sich jedoch die Aussage finden, dass es Menschen sind, die sich fanatisch mit ihrem Hobby beschäftigen. Eine klare Definition wird jedoch in der Moderne erschwert, da die einstigen, vorrangig mit den Otaku in Verbindung gebrachten Medien wie Anime, Manga und Videospiele, heutzutage auch verstärkt in der breiten Öffentlichkeit konsumiert werden, wie beispielsweise die Verkaufszahlen der Manga- und Animereihe Demon Slayer zeigen. Auf Basis der Aussage der japanischen Kulturanthropologin Mizuki Ito, die erklärte, dass sich die Bedeutung des Begriffes weiterentwickle, gibt es deswegen Versuche, ihn exakter zu definieren.

## Koreaboo
Eine westliche Person, die in einem übermäßigen Umfang von der südkoreanischen Popkultur besessen ist, wird als „Koreaboo“ bezeichnet. Der Begriff findet vor allem in den USA Verwendung, um K-Pop-Hörer abzuwerten. Darüber hinaus existiert ein Online-Newsportal gleichen Namens, welches sich auf K-Pop spezialisiert hat.

## Film
- 2017: The Weeaboo (Dokumentarfilm von Jacob Lacuesta, Eigenproduktion)